# Heldenberg emlékhely
A Heldenberg emlékhely (németül: Gedenkstätte Heldenberg) egy szoborpark és emlékmű-együttes Alsó-Ausztriában, Heldenberg község Kleinwetzdorf nevű részében, melyet eredetileg egy meggazdagodott hadiszállító vállalkozó épített ki 1849-ben, itteni kastélyának parkjában. Az együttes a „Hősök hegye” (Heldenberg) nevet kapta. Az alapító 1858-ban az egészet Ferenc József császárnak ajándékozta. A szoborpark a Habsburg Birodalom és az Osztrák–Magyar Monarchia uralkodóinak, a birodalom nagy hadvezéreinek és kitüntetett katonáinak emlékszobrait tartalmazza. Egy közös mauzóleumban nyugszik Maximilian von Wimpffen tábornagy, Radetzky marsall és maga Joseph G. Pargfrieder hadiszállító is. A szoboregyüttes Ausztria birodalmi múltjának látványos emléke. 1918 óta az osztrák állam tulajdona. 1971-ben Kleinwetzdorfot több faluval egyesítették, az új község neve Heldenberg lett, az emlékhely neve után. Az emlékhelyet idegenforgalmi központtá fejlesztették, kiállításokkal, látványosságokkal és családi programokkal.

## Története

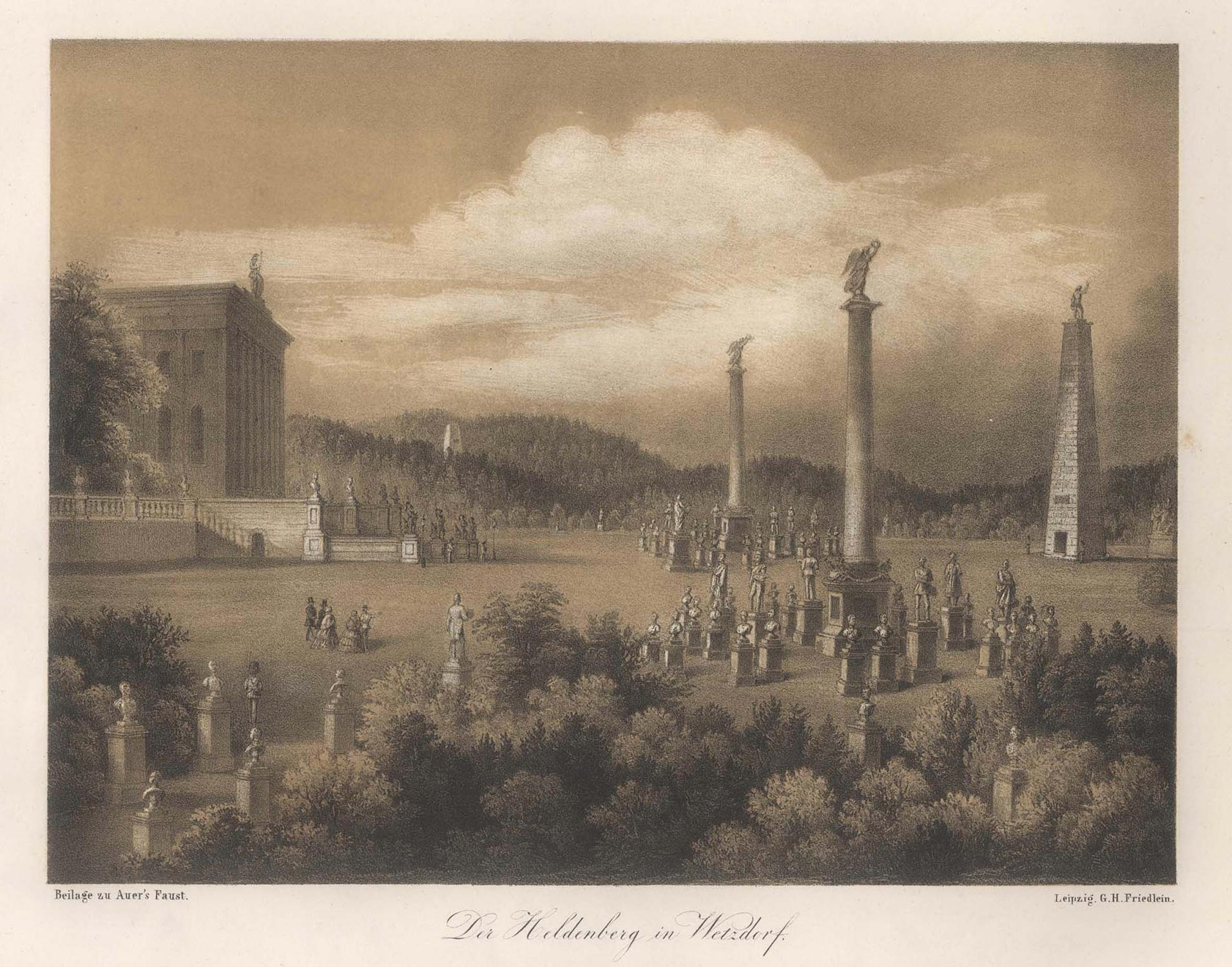
A Heldenberg 1858-ban (Vinzenz Katzler litográfiája)

Joseph Gottfried Pargfrieder (Pargfrider) vállalkozó (1787–1863) a napóleoni háborúktól kezdve évtizedeken át a birodalmi haderőnek szállított élelmiszert, lábbelit, ruhaanyagokat. Jó barátságban állt Radetzky és Wimpffen tábornagyokkal, akiknek nagy összegű kártyaadósságait rendszeresen kiegyenlítette. A gyümölcsöző üzlet révén nagy vagyont szerzett, 1832-ben megvásárolta és felújította a Wetzdorf kastélyt, az akkor még önálló Kleinwetzdorf községben. Radetzky 1848–49-es észak-itáliai győzelmei és a magyar szabadságharc leverése után Pargfrieder a kastély parkjában egy 169 szoborból álló együttest létesített az osztrák birodalom zeniten álló hatalmát és dicsőségét méltatva. Az ötletet a Bajor Királyságban 1830–42 között épült Walhalla szolgáltatta. A központi oszlopcsarnokban és a környező sétányokon a birodalom jeles hadvezéreinek, parancsnokainak, kitüntetett katonáinak, továbbá a Habsburg uralkodók szobrait állította fel, I. Rudolf német királytól az éppen uralkodó I. Ferenc József császárig. A létesítmény a „Hősök hegye” (németül: Heldenberg) nevet kapta.
Pargfrieder egy lakóházat is épített, háborús rokkant veteránok („invalidusok”) részére. Számukra egy oroszlánszoborral díszített külön kripta (Löwengruft) is épült. Pargfrieder terve szerint a tizenkét katonából és egy tisztből álló csoport az emlékpark díszőrségét adta volna, de ez nem valósult meg.

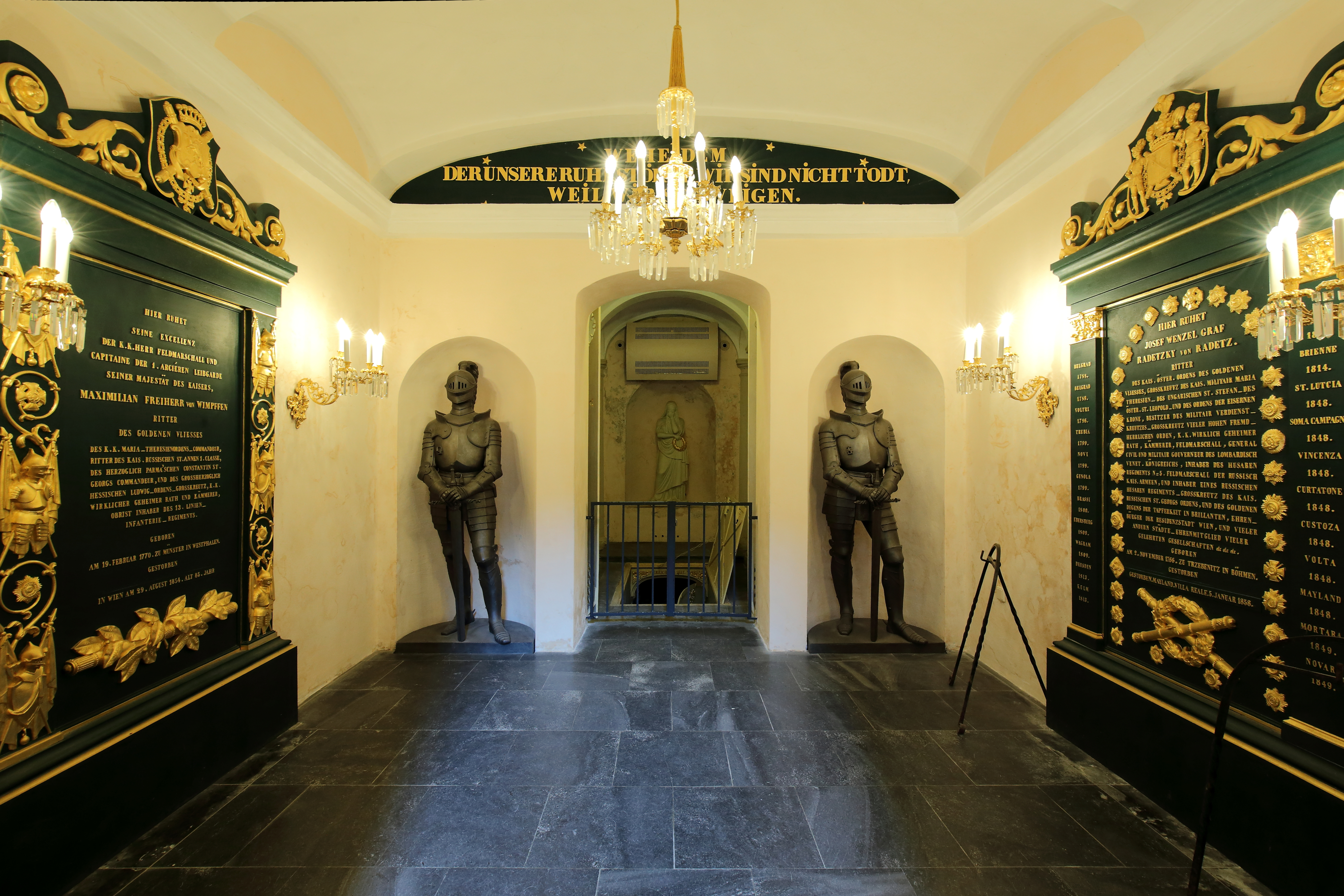
Kripta az obeliszk alatt: Radetzky tábornagy, Wimpffen tábornagy és Pargfrieder vállalkozó nyughelye

1858-ban Pargfrieder az egész emlékhelyet az uralkodónak ajándékozta. Ferenc József osztrák lovagi (Ritter) címet adott neki és kitüntette a Ferenc József-rend lovagkeresztjével.
A súlyosan eladósodott Wimpffen és Radetzky tábornagyok, kártyaadósságaik kifizetése fejében végrendeletileg kötelezték magukat, hogy haláluk után a Heldenbergen, Pargfrieder saját kriptájában (az obeliszk alatt) fognak temetkezni. Wimpffen tábornagyot 1854-ben, Radetzky tábornagyot 1858-ban – Ferenc József császár személyes jelenlétében – helyezték el itt. 1863-ban magát Pargfriedert is ide temették, lovagi öltözékben, ülő helyzetben, a két tábornagy sírhelye közé. A fonák helyzetről a korabeli lakosság gúnyverseket írt. A legismertebb így hangzik:
- Hier ruhen drei Helden in ewiger Ruh,
zwei lieferten Schlachten, der dritte die Schuh.”[3]

1908-ban a császár átadta az emlékhelyet a cs. és kir. hadseregnek. 1918-ban az első Osztrák Köztársaság tulajdonába ment át.
A szobrokat Anton Dietrich, Johann Baptist Fessler és Adam Rammelmayer szobrászok készítették. Az öntési munkákat a morvaországi Blanz (ma Blansko) öntödéjében végezték. A szobrok anyaga a 19. század közepén elterjedt ónötvözet-öntvény, alacsony vörösréz és alumínium tartalommal. Csak a négy legnagyobb szobor készült vasöntvényből. A szobrok felülete eredetileg világos színű volt, a ma látható fekete bevonatot egy 1936-os „restaurálás” során kapták.
1971-ben Kleinwetzdorfot egyesítették több szomszéd faluval (Großwetzdorf, Glaubendorf, Oberthern, Unterthern), a létrejött új községnek a Heldenberg nevet adták, az ekkor már országszerte ismert emlékhely neve után.

## Az emlékmű-együttes
- Az obeliszk és a mauzóleum (G). Jobbra mögötte a három Párka (P)
- A három Párka szobra (P)
- A központi oszlopcsarnok (Säulenhalle) és az itáliai hadjárat győzelmi oszlopa (I)

### A központi oszlopcsarnok
| Szobrok az oszlopcsarnok (Säulenhalle) előterében és lépcsőin - Négy páncélos lovag egészalakos szobra a lépcsőkön - Birodalmi hadvezérek mellszobrai a lépcsőkön 1. Leopold Joseph von Daun gróf, tábornagy (1705–1766) 2. Savoyai Jenő herceg, tábornagy (1663–1736) 3. Károly főherceg, Teschen hercege, tábornagy (1771–1847) 4. Ernst Gideon von Laudon báró, tábornagy (1717–1790) | - 1848–49-es magyarországi vártisztek mellszobrai az előtérben 1. Heinrich Hentzi von Arthurm vezérőrnagy (1785–1849) 2. Alois Allnoch von Edelstadt ezredes (1799–1849) 3. Georg August von Auenfels vezérőrnagy 4. Johann Berger von der Pleisse báró, táborszernagy (1768–1864) 5. Josef von Rath báró, altábornagy 6. Georg von Rukavina báró, táborszernagy (1777–1849) |

Tábornagyok mellszobrai az oszlopcsarnokot övező balusztrádokon (B)
| Bal oldali sor 1. Laval Nugent von Westmeath gróf (1777–1862) 2. Heinrich von Bellegarde gróf (1756–1845) 3. I. János (József) liechtensteini herceg (1760–1836) 4. Karl Philipp zu Schwarzenberg herceg (1771–1820) 5. Frigyes Józsiás szász-coburgi herceg (1737–1815) 6. Charles Joseph de Ligne (Karl von Ligne) herceg (1735–1814) 7. Ferdinánd Károly József főherceg (1781–1850) 8. János főherceg (1782–1859) - Egész alakos szobor a balusztrád előterében, balra (R) - Josef Wenzel Radetzky gróf tábornagy (1766–1858) | Jobb oldali sor 1. Alvinczi József gróf (1735–1810) 2. Joseph von Colloredo-Mels und Wallsee (1735–1818) 3. Johann Karl Kolowrat-Krakowsky gróf (1748–1816) 4. François Sébastien de Croix de Clerfayt gróf (1733–1798) 5. Joseph Johann von Ferraris gróf (1726–1814) 6. Hadik András gróf (1711–1790) 7. Franz Moritz von Lacy gróf (1725–1801) 8. Dagobert Sigismund von Wurmser gróf (1724–1797) - Egész alakos szobor a balusztrád előterében, jobbra (W) - Maximilian von Wimpffen báró, altábornagy (1770–1854) |

### Győzelmi oszlopok
Mindkét balusztrád előtt egy-egy győzelmi oszlop (I, U) áll, csúcsán Victoria istennő szobrával, kitüntetett tisztek és katonák mellszobraival körülvéve. A balszárnyon az 1848–49-es észak-itáliai forradalmak elleni, a jobbszárnyon az 1848–49-es magyar szabadságharc elleni császári hadjárat résztvevői sorakoznak. Mindkét oszlophoz 24-24 mellszobor tartozik, két körbe rendezve. A belső körben Arany Vitézségi Érem, a külső körben a Katonai Mária Terézia-rend kitüntetettjei láthatók.
- Benedek Lajos altábornagy
- Andreas Hallasz (Halász András?) katona
- Ludwig von Wohlgemuth báró, vezérőrnagy

| 1. Benedek Lajos lovag, altábornagy (1804–1881) 2. Josef Rammer tizedes (Unterjäger) 3. J. Turinsky táborik lelkész 4. Johann Watzatta közlegény 5. August von Degenfeld-Schonburg gróf, altábornagy (1798–1876) 6. Johann Josef Fuchs őrmester 7. Franz von Wimpffen gróf, altábornagy (1797–1870) 8. Matthias Grießmayer őrmester (Oberjäger) († 1894) 9. Karl von Kopal ezredes (1788–1848) 10. F. Fickerment tűzszerész 11. Joseph J. del Monte Berico Jablonski százados († 1876) 12. Anton Mrazek őrvezető 13. Friedrich von und zu Liechtenstein herceg, vezérőrnagy (1807–1885) 14. Josef Wagner őrmester 15. Karl Gorzkowski von Gorzkow lovag, lovassági tábornok (1778–1858) 16. Karl von Schönhals lovag, altábornagy (1788–1857) 17. Eugen Wratislaw von Mitrowitz gróf, altábornagy (1786–1867) 18. Dr. Josef von Wurzian lovag, főtörzsorvos (1806–1858) 19. Felix zu Schwarzenberg herceg, miniszterelnök (1800–1852) 20. Eduard Reisinger tűzszerész őrmester 21. Julius Cäsar Graf von Strassoldo-Graffemberg altábornagy (1791–1855) 22. Eduard Zuber Edler von Sommacampagna őrmester (* 1828) 23. Edmund zu Schwarzenberg herceg, tábornagy (1803–1873) 24. Johann Denkel őrmester | 1. Wilhelm Albrecht von Montenuovo herceg, vezérőrnagy (1821–1895) 2. Michael Reichsburg-Stumpf őrmester 3. Balthasar von Simunich báró altábornagy (1785–1861) 4. Ignaz Krafzik tüzér 5. Franz de Paula von und zu Liechtenstein herceg, altábornagy (1802–1887) 6. Turibus Siatecki tizedes 7. Ludwig von Wohlgemuth báró, vezérőrnagy (1788–1851) 8. Andreas Hallasz (Halász András?) katona 9. Ferdinand von Mayerhofer báró, altábornagy (1798–1869) 10. Johann Geuger tizedes 11. Sigismund von Reischach ezredes (1809–1878) 12. Ferdinand Scheder közlegény 13. Fjodor Szergejevics Panyutyin orosz cári altábornagy 14. Alekszandr Nyikolajevics Lüders orosz cári altábornagy 15. Magnus Johann von Grotenhjelm orosz cári altábornagy 16. Konsztantyin Nyikolajevics orosz nagyherceg (1827–1892) 17. Karl von Zeisberg báró, vezérőrnagy 18. Martin Kuschlan tizedes 19. Stevan Knićanin szerb felkelő parancsnok (1807–1855) 20. Justin Grubich tábori lelkész 21. Ottinger Ferenc báró,vezérőrnagy (1793–1869) 22. Johann Deim őrmaster 23. Franz von Hauslab báró, tábornok, térképész (1798–1883) 24. Georg Schmidhofer őrmester |

- Zrínyi Miklós, Szigetvár védője
- Pálffy Miklós nádor
- Lajos Vilmos badeni őrgróf, tábornagy

### Hősök sétánya(Heldenallee)
1. Georg von Frundsberg zsoldos kapitány (1473–1528)
2. Philipp von Pfalz-Neuburg palotagróf, Pfalz-Neuburg hercege (1503–1548)
3. Zrínyi Miklós gróf, hadvezér, horvát bán (1508–1566)
4. Wilhelm von Roggendorf báró, tábornok (1481–1541)
5. II. Ferdinánd főherceg, Tirol grófja (1529–1595)
6. Johann von Auer Ferenberger (1511–1584)
7. (II.) Pálffy Miklós gróf, hadvezér (1587–1600)
8. Melchior von Redern gróf tábornagy (1555–1600)
9. Henri Duval von Dampierre gróf, tábornagy (1580–1620)
10. Adolf von Schwarzenberg gróf, hadvezér (1551–1600)
11. Gottfried Heinrich zu Pappenheim gróf, tábornok (1594–1632)
12. Erdődy Tamás gróf, hadvezér (1558–1624)
13. Heinrich von Holk gróf, tábornagy (1599–1633)
14. Johann t’Serclaes von Tilly gróf, tábornagy (1559–1632)
15. Albrecht Wenzel von Wallenstein (Waldstein) herceg, tábornagy (1583–1634)
16. Johann von Aldringen gróf, tábornagy (1588–1634)
17. Philipp Friedrich von Breuner báró, táborszernagy (1601–1638)
18. Esterházy Miklós gróf, nádor (1583–1645)
19. Wolfgang von Mannsfeld gróf (1575–1638)
20. Matthias von Gallas gróf, altábornagy (1588–1647)
21. Johann Kaspar von Stadion gróf, tábornagy (1567–1641)
22. Ottavio Piccolomini herceg, tábornagy (1599–1656)
23. Raimondo Montecuccoli gróf, tábornagy (1609–1680)
24. Rudolf von Rabatta zu Dornberg gróf, tábornagy († 1688)
25. Jean-Louis Raduit de Souches tábornagy (1608–1682)
26. Lotaringiai Károly herceg, tábornagy (1643–1690)
27. Johann von Sporck gróf, tábornagy (1601–1679)
28. Johann Friedrich von Veterani gróf, tábornagy (1650–1695)
29. Friedrich Sigmund von Scerfenberg gróf, tábornagy († 1688)
30. Donat Johann Heißler von Heitersheim (1648–1696)
31. Siegmund Joachim von Trauttmansdorff gróf, tábornagy (1620–1701)
32. Ernst Rüdiger von Starhemberg gróf, tábornagy (1638–1701)
33. Lajos Vilmos badeni őrgróf, tábornagy (1655–1707)
34. Johann Ludwig von Bussy-Rabutin gróf, tábornagy (1642–1717)
35. Sigbert Heister gróf, tábornagy (1646–1718)
36. Pálffy Miklós gróf, tábornagy, nádor (1657–1732)
37. Claudius Florimund von Mercy gróf, tábornagy (1666–1734)
38. Guido von Starhemberg gróf, tábornagy (1657–1737)
39. Károly Sándor württembergi herceg (1684–1737)
40. Pálffy János gróf, tábornagy, nádor (1664–1751)
41. Otto Ferdinand von Abensperg und Traun gróf, tábornagy (1677–1748)
42. József Vencel liechtensteini herceg, tábornagy (1696–1772)
43. Ludwig Andreas von Khevenhüller gróf, tábornagy (1683–1744)
44. Nádasdy Ferenc gróf, tábornagy, horvát bán (1708–1783)

- A Császár-sétány (Kaiserallee)
- Mária Terézia császárné
- I. Ferenc József császár és király

### Császár-sétány(Kaiserallee)
1. I. Rudolf német király (1218–1291)
2. I. Albert német király (1255–1308)
3. „Szép” Frigyes német király (1289–1330)
4. II. Albert német-római császár (1397–1439)
5. III. Frigyes német-római császár (1415–1493)
6. I. Miksa német-római császár (1459–1519)
7. V. Károly német-római császár (1500–1558)
8. I. Ferdinánd német-római császár (1503–1564)
9. II. Miksa német-római császár (1527–1576)
10. II. Rudolf német-római császár (1552–1612)
11. Mátyás német-római császár (1557–1619)
12. II. Ferdinánd német-római császár (1578–1637)
13. III. Ferdinánd német-római császár (1608–1657)
14. I. Lipót német-római császár (1640–1705)
15. I. József német-római császár (1678–1711)
16. VI. Károly német-római császár (1685–1740)
17. I. (Lotaringiai) Ferenc német-római császár (1708–1765)
18. Mária Terézia császárné (1717–1780)
19. II. József német-római császár (1741–1790)
20. II. Lipót német-római császár (1747–1792)
21. I. Ferenc osztrák császár (1768–1835)
22. I. Ferdinánd osztrák császár (1793–1875)
23. I. Ferenc József császár és király (1830–1916)

### Az oroszlános kriptához(Löwengruft)vezető sétaút
- Maximilian Graf O’Donell ezredes (1812–1895) mellszobra (D)
- Josef Ettenreich hentesmester (1800–1875) mellszobra (D)
- Lamberg Ferenc Fülöp gróf, altábornagy (1791–1848) egész alakos szobra (L)

## Az emlékhely a 21. században
A 2005-ös Alsó-Ausztriai Tartományi Kiállítás (Niederösterreichische Landesausstellung) helyszíne Heldenberg volt, címe „Időutazás. Csupa hős” (Zeitreise. Lauter Helden), témája egyfelől a Heldenberg emlékhely, másfelől a környéken feltárt neolitikus falvak rekonstruált védelmi létesítményei.
Az emlékhely ma idegenforgalmi látványosság, rendezvényekkel, kiállításokkal, családi programokkal. A kastélyparkban állandó Oldtimer autókiállítást rendeztek be, és rendszeres lovas és sólymász-bemutatókat is tartanak.

## Szépirodalom
- Stefan Heym. Pargfrider. Roman, (Joseph G. Pargfrieder regényes életrajza) (német nyelven), München: Goldmann (2000). ISBN 3-442-72648-4